# Pistolløbssekvens (George Lazenby)
George Lazenbys pistolløbssekvens er den tredje producerede pistolløbssekvens blandt James Bond-filmene, og den første der blev brugt udelukkende i kun en af EON Productions' Bond-film, nemlig On Her Majesty's Secret Service (dansk navngivet Agent 007 i Hendes Majestæts hemmelige tjeneste) fra 1969, hvilket også var den eneste til at have George Lazenby i hovedrollen som Ian Flemings hemmelige agent og kommandør James Bond (alias 007). Pistolløbssekvensen blev produceret op samtidig med selve filmen On Her Majesty's Secret Service med Maurice Binder, skaberen af sekvensen, som producent. Sekvensen blev instrueret af Peter R. Hunt, der valgte at bruge George Lazenby frem for en stuntman, som Terence Young gjorde det i de to første Bond-film, Dr. No og From Russia with Love, hvor han brugte stuntman Bob Simmons som James Bond i sekvensen.
I sekvensen ser man James Bond i jakkesæt og hat gå fra venstre side ind mod midten fra en skjult lejemorders pistols synsvinkel, indtil Bond når midten, hvorefter han vender sig mod kameraet og skyder den skjulte lejemorder, hvilket får blod til at løbe ned over kameraet. Noget unikt ved sekvensen er, at den hvide prik, der løber hen over skærmen i starten, stopper på midten, hvorefter ordene "Harry Saltzman and Albert R. Broccoli present" ("Harry Saltzman og Albert R. Broccoli præsenterer") kommer frem. On Her Majesty's Secret Service er den eneste Bond-film udover Dr. No til at gøre dette.

## Baggrund
Pistolløbssekvensen blev oprindeligt opfundet af den visuelle designer Maurice Binder i 1962 til den første James Bond-film, Dr. No, med Sean Connery. Her brugte man dog stuntman Bob Simmons i stedet for den faktiske hovedrolleindehaver, da Maurice Binder havde lavet sekvensen til kun at vise James Bonds silhuette. I 1965 skiftede man så Bob Simmons ud med Sean Connery til den fjerde Bond-film, Thunderball. Denne viste til gengæld James Bond mere klart og blev filmet i farve. Efter Sean Connery trak sig tilbage fra rollen i 1967 efter You Only Live Twice, måtte man finde en ny skuespiller til rollen som agent 007. Valget faldt på George Lazenby, og producenterne blev hurtige enige om at bibeholde pistolløbssekvensen samt de nye introduktioner, der var blevet indført i 1965.

## Synopsis
Pistolløbssekvensen starter med en hvid prik, der løber fra højre mod venstre henover skærmen før den stopper på midten. Her kommer ordene "Harry Saltzman and Albert R. Broccoli present" ("Harry Saltzman og Albert R. Broccoli præsenterer") frem på skærmen med ordet "and" ("og") i den hvide prik. Ordene forsvinder, hvorefter den hvide prik løber ud af billedet, og der bliver filmet igennem et pistolløb af .38 kaliber. Pistolløbet følger James Bond i jakkesæt og en trilbyhat, mens han går fra venstre og ind mod midten. Ved midten vender Bond sig mod kameraet, mens han falder ned på et knæ, trækker sin pistol og affyrer den med højre hånd mod kameraet. Blod flyder derefter ned over kameraet fra oven og farver hele skærmen helt rød.

## Produktion
Selvom pistolløbssekvensen var blevet bibeholdt til brug i On Her Majesty's Secret Service, ønskede producenterne af filmen, Harry Saltzman og Albert R. Broccoli, samt pistolløbssekvensdesigner og -producent Maurice Binder ikke at bruge stuntman, som var tidligere brugt. Tanken om at genbruge Sean Connerys pistolløbssekvens fra 1965 blev også skrottet. Hovedrolleindehaver George Lazenby blev derfor sat til at spille James Bond i sekvensen, men eftersom han var ny i rollen efter Sean Connery, ønskede producenterne heller ikke at lade ham åbenlyst kopiere Sean Connery i pistolløbssekvensen. Man kom derfor til at lave en helt frisk pistolløbssekvens helt uafhængig fra tidligere sekvenser.

### Filmning
Allerede i 1962 stod Maurice Binder og kamerafolkene over for et problem, da det var umuligt at få et kamera ned gennem et 38. kaliber pistolrør, hvorfra kameraet skulle filme sekvensen. Maurice Binder endte dog med at finde frem til et hullinsekamera, som godt kunne filme inde i pistolrøret. Denne teknik blev også brugt for pistolløbssekvensen for On Her Majesty's Secret Service, som var den tredje gang man måtte filme en pistolløbssekvens. Man måtte filme sekvensen i Pinewood Studios i London, et studie hvor meget af resten blev filmet. I 1965's Thunderball havde man introduceret farve i pistolløbssekvensen. Dette blev dog følgende skrottet i den efterfølgende You Only Live Twice. Men Maurice Binder valgte igen at filme med farve, hvilket ville blive gjort fremover i de følgende pistolløbssekvenser.
Eftersom George Lazenby var ny i rollen som James Bond, ville man ikke prøve at kopiere tidligere pistolløbssekvenser fra Sean Connery-perioden, og man valgte derfor en ny skydeposition samt en ny filmemetode, nemlig en løbebåndsmetode, som udelukkende blev brugt i On Her Majesty's Secret Service. Denne metode gik ud på at George Lazenby i stedet for at gå normalt under filmningen gik på et løbebånd. Det kan også ses, i det at når kameraet stopper, fortsætter George Lazenby med at gå for omkring et halvt sekund. Med hensyn til skydepositionen er det den eneste gang nogensinde, at Bond går ned på et knæ, når han skyder, da alle andre skydepositioner i pistolløbssekvenser var stående. George Lazenby var den eneste skuespiller, der blev brugt under filmningen.

### Tøj
George Lazenby følger Bob Simmons og Sean Connery hvad angår tøj, da han blev iklædt et sort jakkesæt og en matchende, sort trilbyhat. Både Bob Simmons og Sean Connery bar også jakkesæt og hat. Denne tradition blev også båret videre af Roger Moore for Live and Let Die fra 1973, dog har Roger Moore her smidt hatten. George Lazenby var derfor den sidste Bond, der bar hat i pistolløbssekvensen.

### Musik
George Lazenbys pistolløbssekvens brugte ligesom de forrige sekvenser Monty Normans James Bond-melodi fra 1962 med en hjælpende fanfare. Her er den dog fremført af John Barry. Denne melodi kørte under hele sekvensen og den absolut eneste anden lyd udover melodien var skuddet fra James Bonds Walther PPK, når han skyder den antagede lejemorder. Musikken endte med at få forfærdelige anmeldelser, hvor den blev beskrevet som "svag" og "uhyggelig [på en dårlig måde]".

## Brug
Eftersom pistolløbssekvensen blev produceret i 1969 op til EON Productions' sjette James Bond-film, On Her Majesty's Secret Service, var det et selvfølge, at den blev brugt i filmen der. Her havde sekvensen en varighed på godt 23 sekunder, hvorefter scenen skiftede til det fiktive Universal Exports i London, Storbritannien. Der kom hurtigt planer om at genbruge sekvensen til den næste James Bond-film, men efter George Lazenby trak sig tilbage fra rollen som James Bond efter nogle blandede til negative anmeldelser af hans personificering, og Sean Connery trådte tilbage ind i rollen til en syvende film, Diamonds Are Forever fra 1971, måtte man skrotte On Her Majesty's Secret Service's pistolløbssekvens og i stedet genbruge Sean Connerys fra 1965. Også selvom Sean Connery igen trådte tilbage fra rollen som James Bond efter Diamonds Are Forever, blev rollen ikke givet tilbage til George Lazenby, men til Roger Moore for en ottende James Bond-film, hvor en helt ny sekvens måtte filmes med Roger Moore. Følgende film brugte altså George Lazenbys pistolløbssekvens:
- 1969 – On Her Majesty's Secret Service

George Lazenbys pistolløbssekvens var den tredje sekvens nogensinde filmet siden dens introduktion i 1962. I alt 10 sekvenser er blevet produceret, den seneste fra Skyfall fra 2012, mens fire af disse kun blev brugt i en film, som George Lazenbys gjorde. De andre tre blev brugt i Daniel Craigs film fra henholdsvis 2006, 2008 og 2012. Altså var George Lazenbys sekvens den første nogensinde til kun at blive brugt i en film.

### Forhold til resten af filmen
Udover at pistolløbssekvensen præsenterede George Lazenby som James Bond, er det også blevet ment, at sekvensen forudsiger en del af On Her Majesty's Secret Service's handling. I slutningen af sekvensen visker blodet fuldstændig Bond ud og gør billedet helt rødt, hvor der i alle andre sekvenser kan ses Bond efter blodet er gledet ned. Eftersom On Her Majesty's Secret Service også er en af de eneste film, hvor Bond rent faktisk forelsker sig i Bond-pigen, som er Teresa di Vicenzo spillet af Diana Rigg, og som efterfølgende dør, er det blevet ment, at filmen "visker" Bond-pigen ud, ligesom blodet visker Bond ud i sekvensen. I sekvensen går Bond også ned på et knæ, når han skyder, hvilket er blevet tolket som en forudsigelse af det bryllup, der senere hænder i filmen.
Andre så også ironien i, at blodet i pistolløbssekvensen komplet viskede George Lazenby som James Bond ud fra billedet, når George Lazenby senere ville afslå at lave flere Bond-film. Man så det som et ironisk tegn på, at George Lazenby ikke ville vende tilbage, og at han derfor var blevet visket ud fra sekvensen. Maurice Binder var dog ikke klar over dette tilfælde, da han lavede sekvensen.

## Anmeldelser
Mange anmeldere tog ikke højde for pistolløbssekvensen i deres anmeldelse af On Her Majesty's Secret Service, men dem der gjorde gav den gode anmeldelser for dens egne, "seje" måde at udføre sekvensen. Særligt George Lazenby modtog ros for sekvensen og for den selvsikre stil, han udførte den på, hvor han er blevet vurderet bedre i den end i resten af filmen. Anmeldere beskrev George Lazenbys bemærkelsesværdige skydeposition på et knæ som det mest opsigtsvækkende. Men de mente også, at det var noget af det bedste ved sekvensen, også selvom nogle så det som en anelse lamt. Denne skydeposition var også med til at gøre George Lazenbys pistolløbssekvens unik fra andre sekvenser. Anmeldere så ikke løbebåndseffekten som noget specielt godt ved sekvensen særligt ikke det halve sekund James Bond er gående, mens kameraet står stille, men den blev alligevel også beskrevet som ret "sjov". Denne effekt blev derfor ikke bragt videre til den næste pistolløbssekvens produceret i 1973. Løbebåndseffektens kritik blev også forsvaret med dårlig klipning. Klipning var det, der modtog de største negative anmeldelser. Effekten med blodet, der totalt viskede James Bond ud, blev heller ikke vel mødt og blev heller ikke bragt tilbage for Live and Let Die i 1973. ComicVine udnævnte pistolløbssekvensen i On Her Majesty's Secret Service som den ottende bedste nogensinde.